# Mario González Gutiérrez
|  | Per a altres significats, vegeu «Mario González». |

Mario González Gutiérrez (Villarcayo de Merindad de Castella la Vella, 25 de febrer de 1996) és un futbolista espanyol que juga com a davanter, actualment al Lech Poznań, cedit pel Los Angeles FC.

## Trajectòria
Va fitxar el 2012 pel Vila-real Club de Futbol per jugar al seu equip juvenil. El 2014 va passar a formar part del Vila-real Club de Futbol "C" amb el qual va debutar el 30 d'agost de 2014 en un partit contra el Club Esportiu Castelló en Tercera Divisió.
Mario va marcar el seu primer gol com a sènior el 5 d'octubre de 2014 en la victòria del seu club per 4-0 contra el Futbol Club Jove Español. Dos mesos després va aconseguir un doblet enfront de l'Oriola CF.
El 29 de novembre de 2015 va aconseguir el primer hat-trick de la seva carrera. Ho va fer front al CD Acero.
Amb el primer equip va debutar el 17 d'agost de 2016 substituint Rafael Borré en una derrota per 1-2 del Vila-real enfront de l'AS Mònaco en la prèvia de la UEFA Champions League 2016-17. En Primera Divisió va debutar el 20 d'agost de 2016 substituint Alexandre Pato enfront del Granada Club de Futbol.
L'estiu de 2019 va fitxar pel Clermont Foot Auvergne, equip de la Ligue 2. Després de 20 partits i 4 gols al Clermont, va tornar al Vila-real Club de Futbol l'estiu de 2020, que el va cedir al CD Tondela.